# ویوین وست‌وود
ویوین ایزابل سوایرDBE  (انگلیسی: Dame Vivienne Isabel Westwood؛ ۸ آوریل ۱۹۴۱ – ۲۹ دسامبر ۲۰۲۲) طراح مد انگلیسی، طراح سلطنتی بود. او طراح پیشگام مد که خرده‌فرهنگ پانک را به جریان اصلی سبک پوشش تبدیل کرد. وستوود در دهه ۱۹۷۰ با سبک‌های بحث‌برانگیزش در پانک و موج نو، نام خود را بر سر زبان‌ها انداخت و در ادامه به تن برخی از بزرگ‌ترین نام‌های مد، جامه دوخت. ویوین وست‌وود در دهه ۱۹۷۰ در صحنه مد با طرح‌های فراجنسیتی (آندروژن)، تی‌شرت‌های شعاری و رویکرد هتاکانه به نهادهای مستقر مطرح شد. او به‌عنوان یک کنش‌گر سرسخت شناخته می‌شد و جنبش‌ها و دغدغه‌هایی را که برایش مهم بود، مانند تغییرات اقلیمی روی سکوی کت‌واک آورد.

## زندگی‌نامه
ویوین وست‌وود در ۸ آوریل ۱۹۴۱ در شهر گلوسوپ در خانواده‌ای از طبقه متوسط زاده شد. کودکی او همزمان با جنگ جهانی دوم بود. وقتی هفده ساله شد خانواده‌اش از گلوسوپ به لندن نقل مکان کردند. پس از پایان دبیرستان، ویوین موفق شد تا در رشته نقره‌کاری در دانشگاه وستمینستر شروع به تحصیل کند. اما مدتی بعد تصمیم گرفت وارد کالج تربیت معلم شود و همزمان، کاری در یک کارخانه پیدا کند. او در اینباره گفت: «نمی‌دانم چطور به ذهنم خطور کرد که دختری مانند من از طبقهٔ کارگر می‌تواند وارد دنیای هنر شود».
پس از فارغ‌التحصیلی، در یک مدرسهٔ ابتدایی مشغول به تدریس شد. علاقه‌اش به طراحی و ساخت جواهرات دست‌ساز و کارهای هنری، او را مجاب کرد که در طراحی با استعداد است. در همان دوران بود که او فعالیت‌های جدی خود در زمینه مُد را آغاز کرد. پس از ازدواج با دِرِک وست‌وود، نام خود را به ویوین وست‌وود تغییر داد و حتی پس از طلاق، این نام را حفظ کرد. وی بیشتر به دلیل انعطاف‌پذیری و جسارت در ارائه مجموعه‌های لباس زنانه و مردانه در هفته‌های مد لندن شهرت دارد.
دیم ویوین وستوود در کلافام در ۲۹ دسامبر ۲۰۲۲ در جنوب لندن در سن ۸۱ سالگی درگذشت.

## دستاورد و موفقیت‌ها
- برترین طراح مد سال در بریتانیا
- کسب نشان رتبه افسری امپراتوری بریتانیا (Order of the British Empire) از دست ملکه بریتانیا[۳]